# Grace Gallatin Seton Thompson
Grace Gallatin Seton Thompson (1872–1959) fue una escritora y sufragista americana.

## Trayectoria
En 1900 publicó su primer libro, A Woman Tenderfoot, que describe su viaje en caballo a través de las Montañas Rocosas. En 1907 publicó el libro  Nimrod's Wife, una verdadera cacería y un libro de viajes sobre los Estados Unidos Occidentales. Más tarde organizó y dirigió una unidad motorizada de mujeres para ayudar a soldados en Francia durante la Primera Guerra Mundial. Durante 1920 y 1930 visitó China, Egipto, Hawái, India, Indochina, Japón, y América del Sur, y escribió cuatro libros acerca de sus viajes: A Woman Tenderfoot in Egypt (1923), Chinese Lanterns (1924),Yes, Lady Saheb (1925) y Poison Arrows (1938). También escribió The Singing Traveler (1947), una colección de poemas acerca del misticismo y las religiones orientales.
Como sufragista, fue vicepresidenta y más tarde presidenta de la Asociación Sufragista de Mujeres de Connecticut, desde 1910 a 1920. También trabajó por las causas de la mujer como presidenta de la National League of American Pen Women  (1926-1928 y 1930-1932), durante ese tiempo el número de sucursales de la organización se duplicaron, y como catedrática de letras del Consejo Nacional de Mujeres de los Estados Unidos (1933-1938). Como presidenta, estableció la Biblioteca Femenina, una colección de volúmenes de mujeres de todo el mundo, que más tarde sería donada al Northwestern University Library. Ella también ayudó a organizar una conferencia internacional de mujeres escritoras en el Century of Progress Exposition que se celebró en Chicago en 1933, y fue miembro del Consejo Internacional de Mujeres, la Sociedad de Mujeres Geógrafas y el club Republicano Nacional de las Mujeres.
Gallatin se casó en 1896 con Ernest Thompson Seton, uno de los pioneros en fundar la agrupación de los Boy Scouts de América y los conflictos surgieron con los Boys Scouts por sus actividades sufragistas y su ciudadanía británica. El asunto de la ciudadanía surgió en parte debido a su alto cargo dentro de BSA, y porque la carta federal que James E. West estaba intentando obtener para la BSA requería a la junta directiva ser ciudadanos de los Estados Unidos. Ernest redactó su dimisión el 29 de enero de 1915, pero no la envió a la BSA hasta mayo. Se separaron en 1920 y se divorciaron en 1935. Su hija Anya Seton, también escritora, nació en 1904.
También pertenecía a Pen and Brush de la que fue presidenta entre 1898 y 1939.
Algunos de sus artículos están recogidos en Arthur and Elizabeth Schlesinger Library on the History of Women in America, y otros en el Smith College y en la Sophia Smith Collection.

## Otras lecturas
- Notable American Women: The Modern Period (1980). Editado por Barbara Sicherman y Carol Hurd Verde. ISBN 978-0674627338